# Wellington Classic 1990
Il Wellington Classic 1990 è stato un torneo di tennis giocato sul cemento. È stata la 3ª edizione del Torneo di Wellington, che fa parte della categoria World Series nell'ambito dell'ATP Tour 1990 e della categoria Tier V nell'ambito del WTA Tour 1990. Il torneo maschile si è giocato a Wellington in Nuova Zelanda dal 1º gennaio al 7 gennaio 1990, quello femminile dal 5 all'11 febbraio.

## Campioni

### Singolare maschile
Emilio Sánchez ha battuto in finale  Richey Reneberg con il punteggio di 6–7, 6–4, 4–6, 6–4, 6–1

### Singolare femminile
Wiltrud Probst ha battuto in finale  Leila Meskhi con il punteggio di 1–6, 6–4, 6–0

### Doppio maschile
Kelly Evernden /  Nicolás Pereira hanno battuto in finale  Sergio Casal /  Emilio Sánchez con il punteggio di 6–4, 7–6

### Doppio femminile
Natalija Medvedjeva /  Leila Meskhi hanno battuto in finale  Michelle Jaggard-Lai /  Julie Richardson con il punteggio di 6–3, 2–6, 6–4